# Netscape Mail & Newsgroups
Netscape Mail & Newsgroups一般被稱為Netscape Mail，是網景通訊公司設計的跨平台電子郵件客戶端以及新聞群組程式。
這個程式在Netscape 4到4.5之間是兩個程式，一個是郵件程式－「傳訊者（Netscape Messenger）」另一個則是新聞群組程式－「討論組（Collabra）」，最後在4.5版的時候合併為Netscape Mail & Newsgroups。

## 特色
Netscape Mail & Newsgroups支援數種常見協定如IMAP，POP3和SMTP，內建貝葉斯垃圾郵件過濾器，並且在Netscape 6之後的版本中支援多郵件帳號。
最初Netscape Mail and Newsgroups是網景通訊公司所開發，隨著1998年網景被美國線上買下，他的程式碼被轉移給Mozilla基金會，並且被改稱為Mozilla Mail & Newsgroups，成為開放原始碼的Mozilla Application Suite的一部份。接下來Mozilla傾向於開發獨立運作的程式，因此在2004年至2006年期間Mozilla Application Suite停止開發，同時網景系列的程式暫時停止研發。2005年，網景發佈Netscape 8的時候亦未包含Netscape Mail and Newsgroups，因此7.2版即是最後一版。
目前Mozilla Mail & Newsgroups已經被改稱為SeaMonkey Mail & Newsgroups並且交由社群繼續研發。

## 新世代的Netscape Messenger 9
2007年，網景推出獨立的瀏覽器Netscape Navigator 9之後，公告還會研發一個獨立的電子郵件客戶端，後來命名為Netscape Messenger 9。這個新版本是修改自Mozilla Mail的後繼者Mozilla Thunderbird。
另外在2006年底在網景社群討論板所做的民意調查，推測Netscape 7系列的網路套件（包含電子郵件客戶端）將會再被網景內部研發，包含解決其中的重大臭蟲和安全性問題。

## 相關文章
- Netscape 6
- Netscape 7
- Mozilla Application Suite
- SeaMonkey